# Adolf Konto
Jonas Leo Adolf Konto (ur. 30 marca 1911 w Helsinkach, zm. 20 listopada 1965 tamże) – fiński żeglarz, olimpijczyk, zdobywca brązowego medalu w regatach na letnich igrzyskach olimpijskich w 1952 roku w Helsinkach.
Na Letnich Igrzyskach Olimpijskich 1952 zdobył brąz w żeglarskiej klasie 6 metrów. Załogę jachtu Ralia tworzyli również Ernst Westerlund, Ragnar Jansson, Rolf Turkka i Paul Sjöberg.
Cztery lata wcześniej zdobył zaś 9. lokatę w klasie 6 metrów na jachcie Raili. Załogę uzupełniali wówczas Valo Urho, Rote Hellström, Ernst Westerlund, Ragnar Jansson i Rolf Turkka.